# Nordkorea ved sommer-OL 2020
Nordkorea deltog ikke under Sommer-OL 2020 i Tokyo som blev afviklet i perioden 23. juli til 8. august 2021. Landets sportsministerium meddelte 6. april 2021 at beslutningen om ikke at sende nordkoreanske deltagere til legene, skyldtes coronapandemien. 

## Medaljer
| 2020 Tokyo | Guld | Sølv | Bronze | Total |
| Nordkorea  |      |      |        |       |

### Medaljevinderne
| Nordkorea under sommer-OL 2020 i Tokyo | Nordkorea under sommer-OL 2020 i Tokyo | Nordkorea under sommer-OL 2020 i Tokyo | Nordkorea under sommer-OL 2020 i Tokyo | Nordkorea under sommer-OL 2020 i Tokyo |
| Medalje                                | Navn                                   | Sport                                  | Event                                  | Dato                                   |
| -------------------------------------- | -------------------------------------- | -------------------------------------- | -------------------------------------- | -------------------------------------- |
| -                                      | -                                      | -                                      | -                                      | -                                      |